# Fairchild Semiconductor

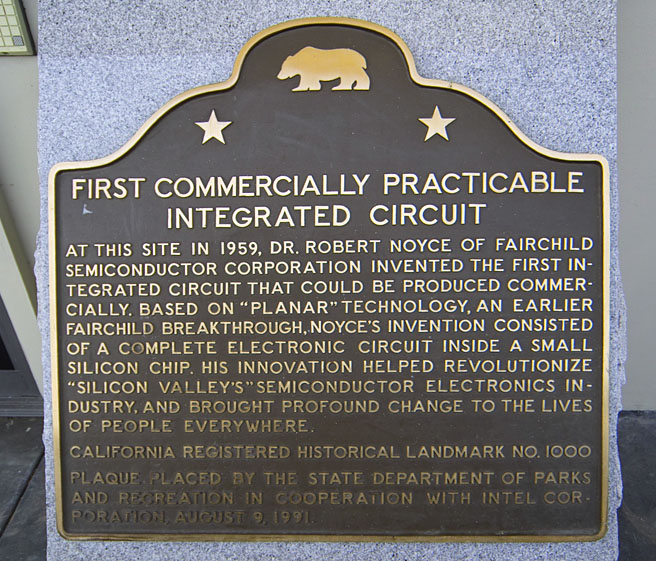
Minnesplakett vid Fairchilds tidigare byggnad i San José där den första kommersiellt gångbara integrerade kretsen uppfanns.

Fairchild Semiconductor International, Inc. var ett amerikanskt halvledarföretag baserat i San Jose, Kalifornien. Företaget grundades 1957 som en division inom Fairchild Camera and Instrument och blev ett pionjärföretag inom produktionen av transistorer och integrerade kretsar.
Schlumberger köpte företaget 1979 och sålde det till National Semiconductor 1987. Fairchild såldes åter av som ett oberoende företag 1997. September 2016 köptes Fairchild av ON Semiconductor.